# Château de Verdun-Dessus
Le château de Verdun-Dessus ou château de Verdon est un ancien château fort, du XIIIe siècle, modernisé, centre de la seigneurie de Verdun, qui se dresse au-dessus du hameau de la Baraterie, sur la commune de Cruet dans le département de la Savoie en région Auvergne-Rhône-Alpes.

## Situation
Le château de Verdun-Dessus est située dans le département français de Savoie sur la commune de Cruet, au-dessus du hameau de la Baraterie.

## Histoire
Le château de Verdun-Dessus avec les maisons fortes de la Rive, du Chaffard et du Chanay, tous situés sur la commune de Cruet, constituaient un ensemble défensif important. Son histoire est étroitement lié à la tour du Chaffard, ayant toujours eu les mêmes propriétaires.
Le château date du XIIIe siècle. Il est à l'origine la possession de la famille de Verdon (parfois Verdun), qui lui a donné son nom, famille vassale des sires de Miolans. Des quatre châteaux, Verdun-Dessus, est le plus ancien, et le plus fort des châteaux. Il aurait été bâti ou réaménagé, après la prise, par Hugues-Dauphin, du bourg et du château du Châtelard.
En 1578, il est la possession de Louis de Verdun et, en 1607, à Isabeau, épouse de Michel de Mouxy.
Ses héritiers, Georges et Garin de Mouxy, le vendent, en 1617, à messire Maurice Paernat de Saint-Pierre-d'Albigny. Son fils, Georges Paernat, juge ordinaire pour la baronnie de Miolans et avocat au Sénat de Savoie, est seigneur de Verdun-Dessus et de la maison forte de Saint-Vial. En 1645, avec Hugonin de Mouxy, il en cède les droits à messire Claude Savarin, Conseiller du Duc et Commissaire aux armées de Savoie, et ne garde que ses maisons fortes de Vial, Chanay et la Palud.
En 1657, le comte Centorio Gagnoli, époux de Barbe de Tignac, fille d'un capitaine du château de Montmélian, est seigneur du Chaffard et de Verdun. Vers 1643, il était gouverneur des châteaux de Montmélian, Charbonnières et de Miolans.
En 1730, Verdun-Dessus est entre les mains du marquis Charles-Emmanuel Cagnol de La Chambre, qui possède également la tour du Chaffard. Il était le petit-neveu de Centorio Gagnoli et le petit-fils de Christine de Cagnol (†1723), épouse du baron du Donjon (Drumettaz-Clarafond), qui en fit son héritier universel.
Appartenant à la famille de La Chambre, Clotilde, fille du Marquis William de La Chambre, l'apporte en dot, en 1869, à Jean-François-Régis Fernex de Montgex, famille bourgeoise de Thonon, anobli en la personne de Claude-Joseph-François-Marie, Intendant général de Nice, fait Comte. Il avait, en 1793, épousé Françoise Augustine de Vignet, Baronne de Montgex.

## Description
Le château arbore la forme d'un L ; une tour ronde encastrée, coiffée en poivrière, en occupe l'angle intérieur et domine de sa hauteur le reste des bâtiments. Les logis, haut de deux étages sur rez-de-chaussée, sont couverts d'ardoises. Le portail d'accès à la cour intérieure, surmonté d'un écusson aux armes des Cagnol est du XVIIe siècle. À l'intérieur, une des salles située au premier étage, a conservé une frise peinte de rinceaux en grisaille, également du XVIIe siècle, sous un plafond à la française.
À noter, qu'une pierre, retrouvée, fragment d'une cheminée, portait les armoiries sculptées de la famille de Verdun.

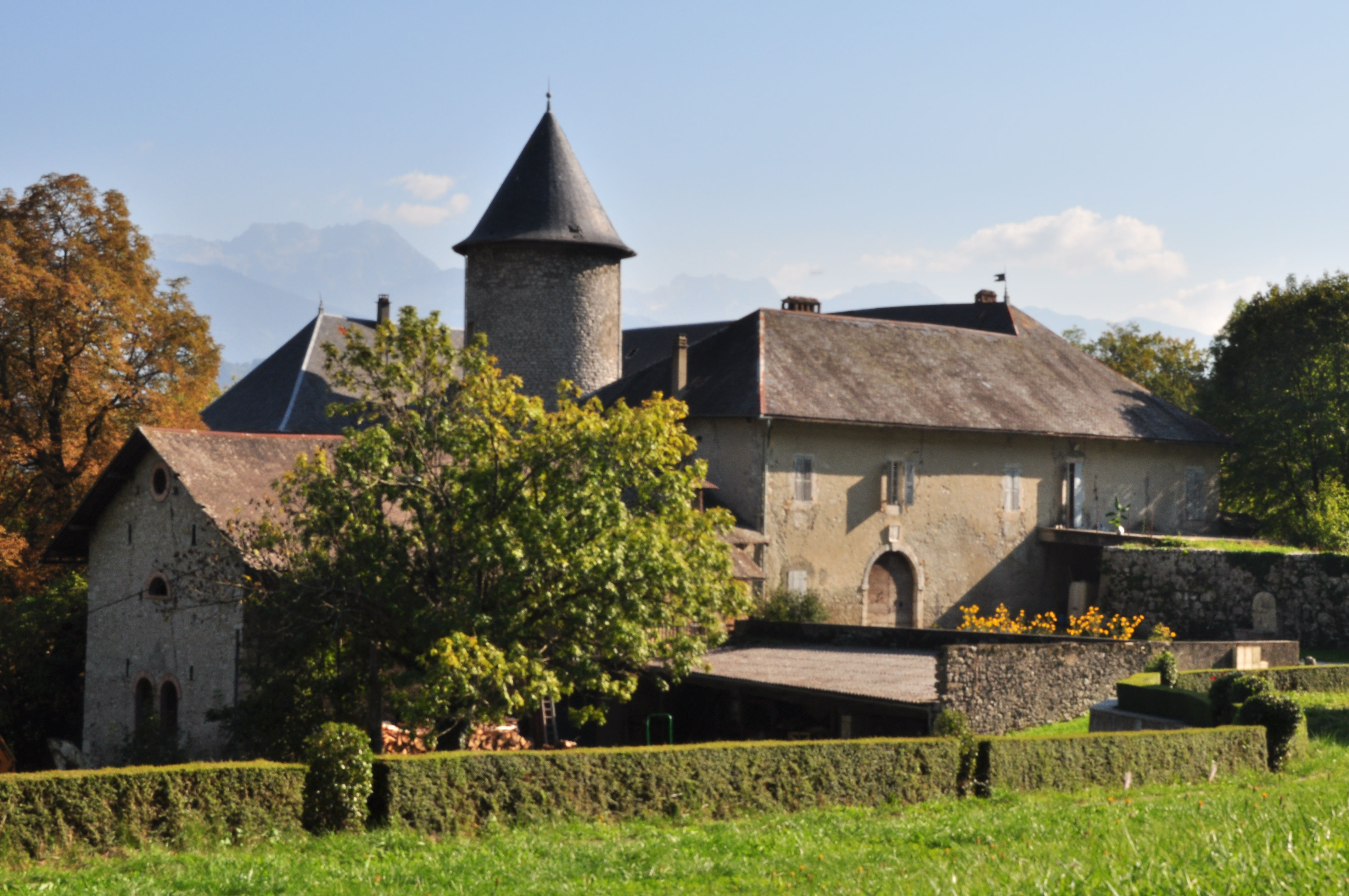
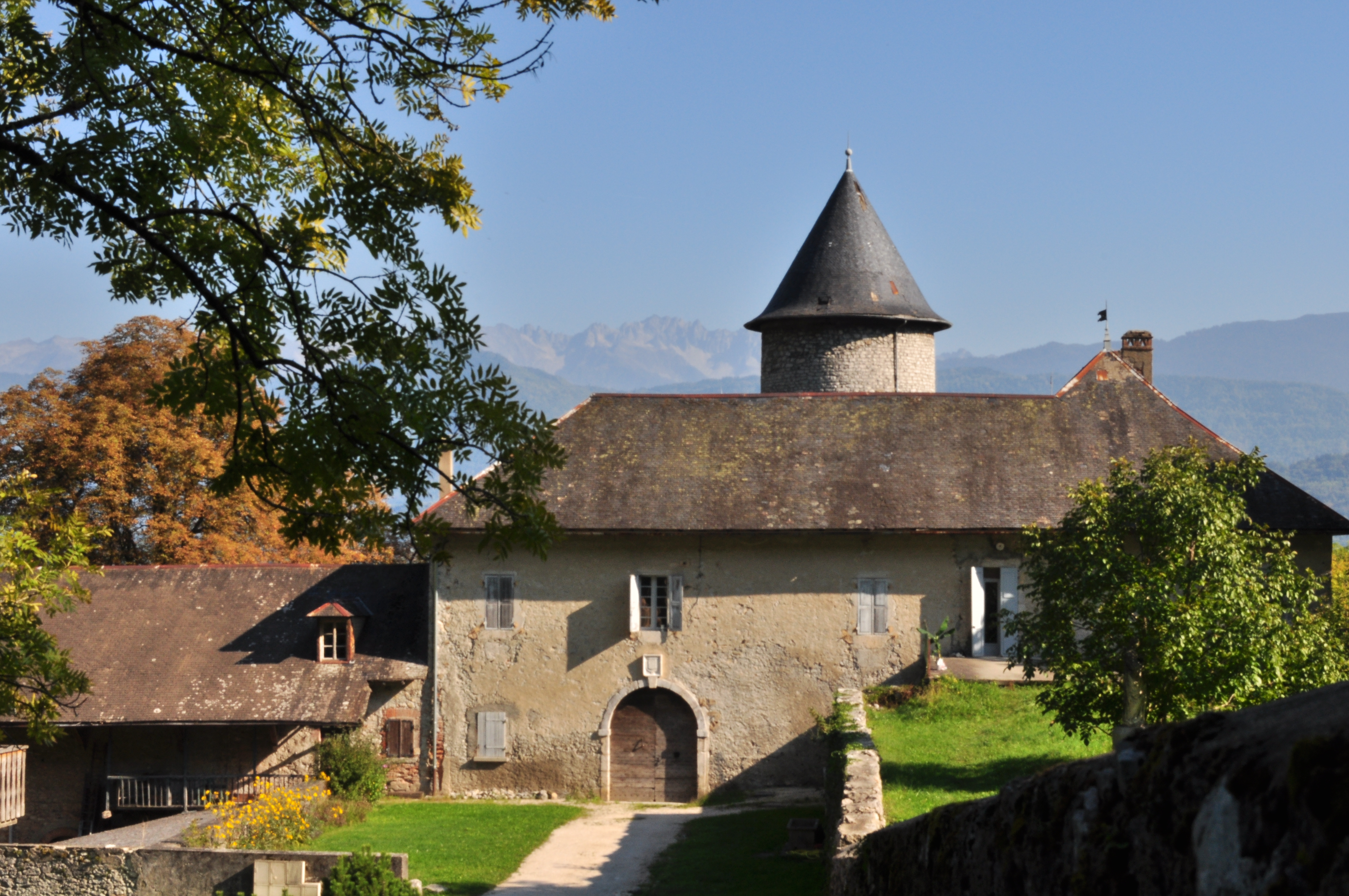
Le portail d'accès surmonté de son écusson aux armes des Cagnol